# Григорій Аракелович
Григорій Аракелович ТІ (пол. Grzegorz Arakiełowicz; 14 серпня 1732, Львів — 15 червня 1798, Дюнаберг) — католицький церковний діяч на землях України, Польщі, Білорусі й Латвії, священник-єзуїт.

## Життєпис
Народився у Львові, син Теодора і Євфросинії. 1 серпня 1749 року вступив до єзуїтів у Кракові. Тайну священства прийняв у 1758 році у Львові. Професор риторики в Ярославі (1763—1763) і Станіславові (1768—1769), професор філософії у Перемишлі (1764—1768) і Любліні (1769—1771), морального богослов'я в Кременці (1768—1769), потім місіонер у Сандомирському воєводстві (1771—1772) і на Волині (1772—1773). Близько 1782 року прибув на Білорусь і працював у Вітебську (1784—1785), Мстиславлі (1785—1786), Хальчі (1787—1789) і Дюнабергу (1789—1798), головним чином як душпастир.

## Світогляд
Видав «Propositiones selectae ех universa philosophia» (Перемишль, 1768) і «De mundi systemate dissertatio cosmologica» (Перемишль, 1768), у яких об'єднав принципи схоластичної філософії з досягненнями природничих наук, примиривши віру з новими досягненнями науки. Виступав за алегоричну інтерпретацію Святого Письма, стверджуючи, що воно, згідно з навчанням Отців Церкви, є теологічним доказом у справах віри і звичаїв, але не фізичних і астрономічних наук. Не будучи рішучим прихильником теорії Миколая Коперніка, все ж рекомендував її як прийнятну гіпотезу в тлумаченні астрономічних явищ, тому що вона опирається на закони фізики.